# Publio Licinio Craso (cónsul 171 a. C.)
Publio Licinio Craso (en latín Publius Licinius C. F. P. N. Crassus) fue un senador y cónsul romano en 171 a. C., junto a Cayo Casio Longino perteneciente a la noble gens Licinia.

## Familia
Era nieto de Publio Licinio Varo, que fue pretor en el año 208 a. C., el cual era probablemente pariente del cónsul del año 236 a. C. Cayo Licinio Varo.
El hermano de Craso (su hermano pequeño) fue Cayo Licinio Craso y su sobrino fue Cayo Licinio Craso, elegido tribuno de la plebe en 145 a. C.
Licinio Craso adoptó a su hijo y heredero que era su sobrino biológico, hijo de su hermana Licinia y el cónsul Publio Mucio Escévola, que alcanzó el consulado en 175 a. C., y cuyo hermano Quinto lo obtuvo al año siguiente (174 a. C.), hijos a su vez de un pretor que murió durante la segunda guerra púnica. El nombre de su hijo fue Publio Licinio Craso Dives Muciano que fue pontifex maximus y aliado político de Tiberio Sempronio Graco y Cayo Sempronio Graco.

## Carrera política
En 176 a. C. fue nombrado pretor y alegó que tenía que hacer un sacrificio solemne como excusa para no ir inmediatamente a su provincia, la Hispania Citerior.
En 171 a. C. fue cónsul y dirigió las fuerzas contra el rey Perseo de Macedonia; avanzó a través de Epiro a Tesalia, pero fue derrotado por el rey en un combate de caballería.
Durante su mando oprimió a los atenienses con excesivas requisiciones de grano para abastecer las tropas y por eso fue acusado ante el Senado.